# Icones ad Floram Europae
Icones ad Floram Europae (abreviado Icon. Fl. Eur.) es un libro con ilustraciones y descripciones botánicas que fue escrito conjuntamente por los botánicos; Claude Thomas Alexis Jordan y Jules Pierre Fourreau y publicado en 3 volúmenes en los años 1866-1903.